# Славков (Силезко войводство)
Вижте пояснителната страница за други значения на Славков.
Сла̀вков или Сла̀вкув (на полски: Sławków) е град в Южна Полша, Силезко войводство, Бенджински окръг. Обособен е в самостоятелна градска община с площ 36,67 км2.

## География
Градът се намира в историческата област Заглембе Домбровске (Малополша), на 29 километра източно от Катовице и 56 километра западно от Краков. Разположен в географския макрорегион Силезийско плато. През града протича река Бяла Пжемша.

## История
Славков е един от най-старите градове в Полша. Неговата история може да се проследи през средновековието. През VIII–IX век възниква древен славянски град. Легендата разказва, че всичко започва от Славко, първия господар на селището. Най-ранното споменаване на Славков датира от 1220 година. През XII–XIII век става собственост на епископа на Краков. По времето, когато градът е бил под епископска власт е построен голям замък обграден със защитна стена. През 1286 година получава статут на град. Според третата подялба на Жечпосполита през 1795 година той е даден на Прусия а след 1815 година влиза в състава на Кралство Полша. В периода 1919–1939 градът е част от Келецкото войводство (Олкушки окръг). На 4 септември, 1939 година Славков е завзет от войските на вермахта и присъединен към територията на Третия райх. В периода 1975–1998 е част от Катовицкото войводство.

## Население
Според данни от полската Централна статистическа служба, към 1 януари 2014 г. населението на града възлиза на 7 129 души. Гъстотата е 194 души/км2.
Демографското развитие:

## Личности
Родени в града:
- Ян Барановски — полски астроном
- Валенти Барановски — полски духовник, епископ на Люблин
- Богуслав Цупял — полски бизнесмен
- Станислав Друждж — полски поет (калиграм)
- Богдан Дженчьол — полски адвокат и историк
- Граф Пюс Рогала Кичински — полски аристократ, политик
- Хенрик Матушчик — полски военен, контраадмирал
- Ян Василковски — полски адвокат и политик

## Градове партньори
- Славков край Бърно, Чехия
- Горни Славков, Чехия
- Messeix, Франция

## Фотогалерия
- Руините на замъка (XIII век)
- Кладенец
- Къща от XVIII век
- Църква от XIII век
- Училище
- Железопътната гара
- Реката Бяла Пшемша
- Еврейското гробище